# Suaeda esteroa
Suaeda esteroa là loài thực vật có hoa thuộc họ Dền. Loài này được Ferren & S.A. Whitmore miêu tả khoa học đầu tiên năm 1983.